# Vègre
Pour l’article ayant un titre homophone, voir Vesgre (homonymie).
La Vègre (ou le Vegre) est une rivière française, affluent de la Sarthe en rive droite coulant dans le département de la Sarthe, donc un sous-affluent de la Loire par la Sarthe et la Maine.

## Hydronymie
Mentions anciennes de la rivière : alveum Veigrie 1090, super fluvium Vegre fin du XIe siècle, Vegria 1219 , ponto Vegrie , la rivière de Vesgre 1249, l'ayve de Vaygre, la rivière de Vaygre 1371, la rivière de Vaigre 1402 , la rivière de Veigre 1406,, de Vaigra, iuxta Poilleium XIIIe siècle-XVe siècle, Vegre R. 1757, La Vegre v. 1850.
On hésitait encore au XIe siècle entre les prononciations Végrie et Vègre .
Cette rivière est homonyme de la Vesgre, rivière de l'Eure-et-Loir et des Yvelines.

## Géographie
La Vègre prend sa source à Rouessé-Vassé, son cours est de 85,1 km, elle se jette dans la Sarthe (rive droite) à Avoise, à une dizaine de kilomètres en amont de Sablé-sur-Sarthe. Son parcours est très sinueux.

### Communes et cantons traversés
source Rouessé-Vassé, Rouez,Tennie, Bernay-en-Champagne, Neuvy-en-Champagne, Ruillé-en-Champagne, Épineu-le-Chevreuil, Chassillé, Loué, Mareil-en-Champagne,Saint-Ouen-en-Champagne, Brûlon, Chevillé, Avessé, Poillé-sur-Vègre, Fontenay-sur-Vègre, Asnières-sur-Vègre, Avoise confluence avec la Sarthe.

## Affluents
La Vègre a trente-trois affluents référencés dont les plus longs sont :
- le Palais (rd[note 1]), 25 km, de rang de Strahler quatre qui conflue dans un bras de la Vègre[14].
- le Berdin 11 km, de rang de Strahler trois, sur les quatre communes de Crissé, Rouez, Saint-Rémy-de-Sillé, et Tennie.
- le Végronneau 9 km, de rang de Strahler trois.
- le Roche Poix 8 km, de rang de Strahler deux.
- le Guérineau 6 km, de rang de Strahler trois.

### Rang de Strahler
Donc son rang de Strahler est de cinq par le Palais.

## Hydrologie

### Le Vègre à Asnières-sur-Vègre
La Vègre est une rivière assez abondante dans le contexte du bassin de la Sarthe, et aussi assez irrégulière, comme presque tous les cours d'eau du bassin versant de la Sarthe. Son débit a été observé sur une période de 29 ans (1980-2008), à Asnières-sur-Vègre, localité du département de la Sarthe située à proximité immédiate de son confluent avec la Sarthe. Le bassin versant de la rivière y est de 401 km2 (soit sa presque totalité).
Le module de la rivière à Asnières-sur-Vègre est de 3,19 m3/s.
Le Vègre présente des fluctuations saisonnières de débit assez marquées, comme bien souvent dans le bassin de la Loire, avec des hautes eaux d'hiver portant le débit mensuel moyen à un niveau situé entre 4,94 et 7,09 m3/s, de décembre à mars inclus (avec un maximum très net en janvier). Dès la fin du mois de mars, le débit baisse progressivement jusqu'à la période des basses eaux d'été qui a lieu de début juillet à fin octobre, avec une baisse du débit moyen mensuel allant jusqu'à 0,954 m3/s au mois d'août, ce qui reste fort confortable. Mais les fluctuations de débit sont bien plus prononcées sur de plus courtes périodes ou selon les années.

### Étiage ou basses eaux
À l'étiage, le VCN3 peut chuter jusque 0,250 m3/s, en cas de période quinquennale sèche, soit 250 litres par seconde, ce qui n'est pas extrêmement sévère comparé à d'autres affluents du bassin de la Loire.

### Crues
Les crues peuvent être très importantes compte tenu de la taille assez moyenne de la rivière et de son bassin versant. Les QIX 2 et QIX 5 valent respectivement 31 et 48 m3/s. Le QIX 10 est de 59 m3/s, le QIX 20 de 69 m3/s, tandis que le QIX 50 se monte à 83 m3/s.
Pour se faire une idée de l'importance de ces débits, on peut les comparer à ceux d'un affluent de la Seine à l'ouest de Paris, l'Eure (à Louviers), qui roule en moyenne 26,2 m3/s sur un territoire de 5 935 km2. Le QIX 10 de l'Eure en fin de parcours vaut 96 m3/s (contre 59 pour le Vègre) et son QIX 20 se monte à 110 m3/s (contre 69 pour le Vègre). Ainsi malgré un bassin plus ou moins quinze fois moins étendu et un débit moyen à peu près huit fois moindre, le volume des crues du Vègre vaut plus de soixante % du volume de celles de l'Eure, ce qui donne une idée de l'importance relative des crues du Vègre.
Le débit instantané maximal enregistré à Asnières-sur-Vègre durant cette période de 28 ans, a été de 71 m3/s le 14 janvier 2004, tandis que la valeur journalière maximale était de 60,9 m3/s le même jour. En comparant la première de ces valeurs avec l'échelle des QIX de la rivière, il apparait clairement que cette crue était d'ordre vicennal (20 ans), et donc destinée à se reproduire assez fréquemment.

### Lame d'eau et débit spécifique
Le Vègre est une rivière moyennement abondante, assez bien alimentée par les précipitations dans son bassin. La lame d'eau écoulée dans son bassin versant est de 250 millimètres annuellement, ce qui est certes inférieur à la moyenne d'ensemble de la France tous bassins confondus, mais nettement supérieur à la moyenne du bassin de la Sarthe (201 millimètres à Saint-Denis-d'Anjou). Le débit spécifique de la rivière (ou Qsp) atteint 7,9 litres par seconde et par kilomètre carré de bassin.